# Malin Berghagen
Malin Birgitta Berghagen, under en period Berghagen Nilsson, född 11 maj 1966 i Sollentuna, Stockholms län, är en svensk skådespelare och sångare.

## Biografi
Berghagen tilldelades en Guldmask för bästa kvinnliga biroll i talpjäs 1992. Hon har givit röst åt figuren fröken Sally i den tecknade filmen Bilar, Nakoma i Pocahontas och Pocahontas 2: Resan till en annan värld och Daphne i Media Dubbs dubbningar av Scooby-Doo.
Berghagen ledde 2004-2006 TV-programmet Det okända. Sommaren 2006 var Malin Berghagen en av sommarvärdarna i Sveriges Radio P1. Mellan 29 januari 2007 och hösten 2008 var hon, tillsammans med Christian Hedlund, programledare för Favoritmorgon med Christian & Malin på radiostationen Lugna Favoriter. Hon hade även ett eget program på söndagarna i samma kanal.
Malin Berghagen är dotter till Lasse Berghagen och Barbro ”Lill-Babs” Svensson, samt halvsyster till Monica Svensson och programledaren Kristin Kaspersen (gemensam mor) samt Maria Berghagen (gemensam far). Hon var tidigare gift med dansaren Dag Taylor, med vilken hon fick två barn, och senare med sångaren Tommy Nilsson som hon fick ytterligare två barn med.

## Filmografi
- 1969 – Scooby-Doo, var är du! (svensk röst)  (TV-serie)
- 1987 – Ängslans boningar
- 1990 – Hemligheten
- 1992 – Svart Lucia
- 1992 – Luciafesten (TV-pjäs)
- 1992-1995 – Batman: The Animated Series (svensk röst)
- 1994 – Rederiet (TV-serie) rollfigur: Paula Svensson
- 1994 – Spider-Man (svensk röst)  (TV-serie)
- 1994 – Frihetens skugga (TV-serie)
- 1995 – Pocahontas
- 1997 – Noaks ö (svensk röst)  (TV-serie)
- 1998 – Pocahontas 2: Resan till en annan värld
- 2002 – Stora teatern (TV-serie)
- 2004 – Det okända (TV-serie)
- 2006 – Bilar
- 2006 – Wallander – Luftslottet
- 2011 – Bilar 2
- 2018 – Herngrens husbil (TV-serie)
- 2022 – Masked Singer Sverige (TV-program)

## Teater

### Roller
| År   | Roll   | Produktion                                                                                  | Regi           | Teater           |
| ---- | ------ | ------------------------------------------------------------------------------------------- | -------------- | ---------------- |
| 1995 | Muriel | Min mamma herr Albin Jean Poiret                                                            | Hans Bergström | Folkan           |
| 2008 |        | London – The Musical David Hynes, Steve Martin, Henrik Wikström, Jan Sjönneby, Chris Larner | Nigel Harvey   | Filadelfiakyrkan |